# تومبا سيلفا
تومبا سيلفا (مواليد 20 أبريل 1986) هو ملاكم أنغولي، مثّل بلاده في الألعاب الأولمبية الصيفية 2012.

## روابط خارجية
تومبا سيلفا على موقع بوكس ريك (الإنجليزية) (registration required)
- تومبا سيلفا على موقع أوليمبيديا (الإنجليزية)